# 行政督察區
行政督察區為民國二十一年（1932年）至民國三十八年（1949年）間，國民政府於省與縣之間设置的「準行政區劃」，法理上是「省政府派出機關」——行政督察專員公署的督导区，類似清朝的分巡道（道），而不能算是正式的行政區劃。
1949年12月，国府迁台。到1950年时，中华人民共和国依靠军事胜利完全取得中国大陆全境，此类行政区消亡。但由于中共政权在中华人民共和国建国前，即效仿这一行政区制度，设置专区。其后，在中华人民共和国行政区划体制中演变为地区。

## 實施背景
中國行省制自元代起歷經明、清、民國迄今，明、清地方採省、道（府、州）、縣三級制。至民國成立初期，沿襲前制，仍採三級制，惟中國一省範圍極大，與歐洲各國相埒，且與自然疆界不符，自清末即有縮小及調整省區之議。至民國後乃有縮省運動，但牽連重大，有礙地方軍閥勢力，熊希齡、段祺瑞內閣對此均未能建功。迨至國民政府定都南京，對縮省議題亦僅停留至議論而無法施行，而國民政府成立採建國大綱，制定訓政時期約法改採二級制。但地方採二級制，省對縣的控制實際上力有未逮，因此在省縣間建立一行政機制以聯絡、協調省縣乃成為主流意見。
故國民政府於民國十九年廢道前後，各省基於現實需要，乃有各種名稱不一、缺乏法源依據，介於省縣間的行政組織，例如廣東省的行政委員制任甘乃光、周恩來、張難先分任南路、東江、瓊州行政委員。其中尤以蘇浙皖贛四省之措施，與日後行政督察專員制度諸多相同，可謂行政督察專員制度之濫觴。

## 行政督察專員制度
初期長江流域各省及部分邊遠省份，出現了各省以行政命令設置，介於省縣之間，名目各異，職能不盡相同的各種准行政機構，雖然立法院不予立法，但各省仍在施行，國民政府也不得不承認這種現狀。此類組織除各省基於行政需要以加強省對縣的領導而自行設立外，亦有如江西係因國民政府軍事委員會委員長南昌行營為了剿共的需要而設。
因此，民國二十一年（1932年）8月6日，行政院頒布由院長汪精衛、內政部長黃紹竑聯名簽署的《行政督察專員暫行條例》（簡稱《院頒條例》），行政督察專員制度正式確立，咨請蘇、浙、皖、贛等省查照辦理。同年八月豫、鄂、皖三省剿匪總部另頒《剿匪區內各省行政督察專員公署組織條例》（簡稱《部頒條例》）頒行豫、鄂、皖等省施行。
行政院對行政督察專員之增長每欲遏制，至於軍事部門則每欲增長，為求統一全國政制，民國二十五年（1936年）3月25日，行政院公布、同年10月15日修正的《行政督察專員公署組織暫行條例》，明確規定各省一律劃分若干行政督察區，設置行政督察專員公署，為省政府輔助機關或派出機關；同時廢除《行政督察專員暫行條例》及《剿匪區內各省行政督察專員公署組織條例》。同年10月，公布《修正區保安司令部組織暫行條例》，規定區保安司令除有特別情形者外，由行政督察專員兼任。至此全國共14省實施此一制度，另河北省部分實施，新疆省、广西省則有類似制度實行。由於各省省長幾已均由軍人充任，且由於抗日戰爭需要行政督察專員逐漸增加，如蔣經國便曾在1939年3月的八年抗戰期間，被父親蔣介石任命為江西省第四區行政督察專員，當時江西省第四區，也就是俗稱的贛南地區。俟日本投降後海南特別行政區亦設立行政督察專員。
行政督察區制度是在《行政督察專員公署暫行條例》頒布後在全國全面推行的一種省以下行政分區制度。各省均被劃分為行政督察區，並以序數命名，「省名+序數+行政督察區」，為行政督察區的完整名稱，如「湖南省第二行政督察區」（今常德市轄域）。由於用序數冠名帶來弊端，到民國三十七年（1948年），全部改以治所所在地冠名，湖南省第二行政督察區改名「常德行政督察區」。
行政督察專員管轄之二級行政區「行政督察區」其主要工作為督導、協調縣級政府，但部分特殊省分尚兼負外交任務。由其組織條例及經費、員額得知行政督察專員公署並不實際負責繁瑣的地方行政事務，為虛級組織，屬於「準行政區」，由行政督察專員公署管理。
對於行政督察區與行政督察專員制度，學者孔慶泰在《國民黨政府政治制度史》中，認為至少有三點弊端：
- 第一，徒增層次，減低效率。
- 第二，就行政督察專員之兼職效果言，更是或則徒掛虛名、甚少實效，或則個人攬權、漫無限制、養成獨裁行政官員。
- 第三，專員兼職既多，對於所兼縣政設施未必能專力籌措並做到模範程度，因而督促其他各縣完成，也是徒託空言而已。

下表為民國38年期間各省行政督察區設置數目：
| 編號 | 省份   | 行政督察區數 |    | 編號           | 省份 | 行政督察區數 |
| 01   | 江蘇省 | 9            | 19 | 陝西省         | 12   |              |
| 02   | 浙江省 | 9            | 20 | 甘肅省         | 9    |              |
| 03   | 安徽省 | 10           | 21 | 寧夏省         | 0    |              |
| 04   | 江西省 | 9            | 22 | 青海省         | 1    |              |
| 05   | 湖北省 | 8            | 23 | 綏遠省         | 4    |              |
| 06   | 湖南省 | 10           | 24 | 察哈爾省       | 4    |              |
| 07   | 四川省 | 16           | 25 | 熱河省         | 0    |              |
| 08   | 西康省 | 5            | 26 | 遼寧省         | 0    |              |
| 09   | 福建省 | 7            | 27 | 安東省         | 0    |              |
| 10   | 臺灣省 | 0            | 28 | 遼北省         | 0    |              |
| 11   | 廣東省 | 15           | 29 | 吉林省         | 0    |              |
| 12   | 廣西省 | 15           | 30 | 松江省         | 0    |              |
| 13   | 雲南省 | 11           | 31 | 合江省         | 0    |              |
| 14   | 貴州省 | 6            | 32 | 黑龍江省       | 0    |              |
| 15   | 河北省 | 11           | 33 | 嫩江省         | 0    |              |
| 16   | 山東省 | 15           | 34 | 興安省         | 0    |              |
| 17   | 河南省 | 12           | 35 | 新疆省         | 10   |              |
| 18   | 山西省 | 14           | 36 | 海南特別行政區 | 0    |              |

## 在中共行政区划体制中的演变
抗日战争和第二次国共内战期间，中共政权在其控制区（中国共产党革命根据地）自行设置行政区划，体制日渐完善。至民國三十八年（1949年）时，有行政区、专区、分区等行政单位设置。专区即是源于行政督察區的效仿。最初，中共政权在陕甘宁边区政府和县政府之间，设置专员公署。其后，各根据地普遍设置的专员公署成为管理县级及以下政府的一级政府，并逐步的完善和制度化，专员公署辖区即是专区、专员区。专员公署（简称专署）亦与行政公署（简称行署，辖区称行署区）区分开来，成为上下级政机构。
中華人民共和國建政後，专区（专员区）推广至全国。同时，中华人民共和国政府亦曾短暂的设置行署区（省级行政区，或称行政区）。专区在1970年代普遍的改称地区。1980年代以后，随着撤地设市，大部分地区改设为地级市。

### 各省行政督察區列表
- 江蘇省行政督察區
- 浙江省行政督察區
- 安徽省行政督察區
- 江西省行政督察區
- 湖北省行政督察區
- 湖南省行政督察區
- 四川省行政督察區
- 福建省行政督察區
- 廣東省行政督察區
- 廣西省行政督察區
- 貴州省行政督察區
- 雲南省行政督察區
- 河北省行政督察區
- 河南省行政督察區
- 山東省行政督察區
- 山西省行政督察區
- 陝西省行政督察區
- 甘肅省行政督察區
- 察哈爾省行政督察區
- 綏遠省行政督察區
- 寧夏省行政督察區
- 青海省行政督察區
- 西康省行政督察區
- 新疆省行政督察區
- 海南特區行政督察區

### 引用
1. 1 2  翁有为. . 中央党史研究 (北京市: 中共党史研究室). 2004, (2004年02期). ISSN 1003-3815. （原始内容存档于2020-11-16） （简体中文）.
2. ↑  周振鶴主編，傅林祥、鄭寶恒著《中國行政區劃通史‧中華民國巻》，2007年，上海，復旦大學出版社，頁118